# Porte Saint-Jean (Château-Thierry)
La porte Saint-Jean est une porte médiévale située à Château-Thierry, en France. La porte Saint-Jean servait autrefois d'entrée principale au château de Château-Thierry.

## Localisation
La porte est située sur la commune de Château-Thierry, dans le département de l'Aisne.

## Historique
Le monument est classé au titre des monuments historiques en 1921.